# Думбовачки поток
Думбовачки поток је водени ток на Фрушкој гори, на десној долинској страни слива Дунава, дужине 7,3km, површине слива 7,7km².
Извире на северним падинама Фрушке горе на 440 м.н.в. и дренира је заједно са бројним кратким периодичним притокама. Тече у правцу севера и низводно, од западног дела насеља Нови Раковац улива се у забарено подручје на десној обали Дунава, на 78 м.н.в. Амплитуде протицаја крећу се од 1,5 л/с до 20m³/с. На водотоку се нали истоимени водопад.